# Пивоварово (Судогодский район)
Пивоварово — деревня в Судогодском районе Владимирской области России, входит в состав Мошокского сельского поселения.

## География
Деревня расположена в 6 км на восток от центра поселения села Мошок и 36 км на юго-восток от Судогды.

## История
Впервые деревня упоминается в окладных книгах Рязанской епархии за 1676 год в составе Мошенского прихода, в ней тогда было 15 дворов крестьянских.
В конце XIX — начале XX века деревня входила в состав Мошенской волости Судогодского уезда, с 1926 года — в составе Владимирского уезда. В 1859 году в деревне числилось 23 дворов, в 1905 году — 24 дворов, в 1926 году — 28 дворов.
С 1929 года деревня входила в состав Першинского сельсовета Судогодского района, с 1940 года — в составе Гонобиловского сельсовета, с 1954 года — в составе Мошокского сельсовета, с 2005 года — в составе Мошокского сельского поселения.

## Население
| 1859 | 1905 | 1926 | 2002 |
| ---- | ---- | ---- | ---- |
| 129  | 137  | 166  | 2    |

| 1859 | 1905 | 1926 | 2002 | 2010 | 2021 |
| ---- | ---- | ---- | ---- | ---- | ---- |
| 129  | ↗137 | ↗166 | ↘2   | ↘0   | →0   |